# 송태일
송태일(宋泰一, 1970년 4월 5일 ~ )은 전 KBO 리그 야구 선수의 내야수이며 쌍방울 이적 첫 해인 1994년 15홈런을 쳤으나 올바른 대접을 받지 못하여  그 이후 슬럼프를 겪었고 1996년 시즌 뒤 은퇴했다. 은퇴 후 모교인 신일고등학교 야구부 감독을 역임했다. 현재 SSG 랜더스 스카우트팀장이다.

## 출신학교
- 신일고등학교
- 건국대학교 (1989학번)